# Шарув (Лодзинське воєводство)
Шарув (пол. Szarów) — село в Польщі, у гміні Поддембиці Поддембицького повіту Лодзинського воєводства.
Населення — 99 осіб (2011).
У 1975-1998 роках село належало до Серадзького воєводства.

## Демографія
Демографічна структура станом на 31 березня 2011 року:
|          | Загалом | Допрацездатний вік | Працездатний вік | Постпрацездатний вік |
| -------- | ------- | ------------------ | ---------------- | -------------------- |
| Чоловіки | 45      | 1                  | 37               | 7                    |
| Жінки    | 54      | 8                  | 36               | 10                   |
| Разом    | 99      | 9                  | 73               | 17                   |